# Institut de recherches mathématiques Alfréd-Rényi
L' Institut de mathématiques Alfréd-Rényi, aussi appelé Institut de recherches mathématiques Alfréd-Rényi (en hongrois : Rényi Alfréd Matematikai Kutatóintézet) est un institut de recherche en mathématiques de l'Académie hongroise des sciences. Il a été créé en 1950 par Alfréd Rényi, qui l'a dirigé jusqu'à sa mort.

## Historique
Depuis sa création, l'institut a été le centre de la recherche mathématique en Hongrie. Il a été nommé Centre d'excellence de l'Union européenne en 2001. Le directeur (en 2018) est Péter Pál Pálfy. L'institut publie le journal scientifique trimestriel « Studia Scientiarum Mathematicarum Hungarica »  (ISSN 0081-6906).
L'institut s'appelait d'abord Institut de mathématiques appliquées de l'Académie hongroise des sciences (en hongrois : MTA Alkalmazott Matematikai Intézete) puis Institut de recherches mathématiques de l'Académie hongroise des sciences (en hongrois : MTA Matematikai Kutatóintézete). En juillet 1999, il a été renommé d'après le mathématicien Alfréd Rényi.

## Divisions et groupes de recherche
- Algèbre (chef d'équipe: Mátyás Domokos)
- Analyse (chef d'équipe: András Kroó)
- Combinatoire et mathématiques discrètes (chef d'équipe: Ervin Győri)
- Cryptologie (chef d'équipe: Gábor Tardos)
- Didactique (chef d'équipe: Péter Juhász)
- Géométrie (chef d'équipe: Gábor Fejes Tóth)
- Géométrie algébrique et topologie différentielle (chef d'équipe: András Némethi)
- Logique algébrique (chef d'équipe: Hajnal Andréka)
- Probabilités et statistique (chef d'équipe: Péter Major)
- Théorie des nombres (chef d'équipe: János Pintz)
- Théorie des ensembles et topologie générale (chef d'équipe: Lajos Soukup)

Groupe de recherche Momentum de l'Académie hongroise des sciences :
- Mathématiques finanières (chef d'équipe: Miklós Rásonyi)

Groupes de recherche Momentum de l'Académie hongroise des sciences et du Conseil européen de la recherche :
- Groupes et graphes (chef d'équipe: Miklós Abért)
- Limites de structures (chef d'équipe: Balázs Szegedy)
- Topologie en basses dimension (chef d'équipe: András Stipsicz)

Groupes de recherche Momentum du Conseil européen de la recherche :
- Régularité (chef d'équipe: Endre Szemerédi)
- Géométrie discrète et convexe (chef d'équipe: Imre Bárány)

## Chercheurs réputés de l'Institut
Ils sont tous, à l'exception d'Imre Lakatos et Gábor Tardos, membres de l'Académie hongroise des sciences.
- Imre Bárány, combinatoricien et géomètre
- Imre Csiszár, informaticien théoricien, prix Claude-Shannon, prix Roland-Dobrouchine
- Zoltán Füredi (en), combinatoricien
- Tibor Gallai, combinatoricien
- András Hajnal, théoricien des ensembles
- István Juhász, topologie des ensembles
- Imre Lakatos, philosophe des mathématiques et des sciences
- Péter Major, probabiliste
- Katalin Marton, informaticien théoricien, prix Claude-Shannon
- Péter Pál Pálfy, algébriste
- János Pintz, théoricien des nombres, prix Frank-Nelson-Cole
- Lajos Pósa, combinatoricien, didacticien
- László Pyber (en), algébriste
- Imre Z. Ruzsa (en), théoricien des nombres
- Miklós Simonovits, combinatoricien
- Vera T. Sós, combinatoricienne
- Endre Szemerédi, combinatoricien, prix Abel 2012
- Gábor Tardos, combinatoricien
- Gábor Tusnády, probabiliste

## Directeurs
- Alfréd Rényi (1950–1970)
- László Fejes Tóth (1970–1982)
- András Hajnal (1982–1992)
- Domokos Szász (hu) (1993–1995)
- Gyula O. H. Katona (1996–2005)
- Péter Pál Pálfy (2006–2018)
- András Stipsicz (eo) (2019–...)